# Saint-Euphraise-et-Clairizet
Saint-Euphraise-et-Clairizet ist eine französische Gemeinde mit 245 Einwohnern (Stand 1. Januar 2022) im Département Marne in der Region Grand Est (vor 2016 Champagne-Ardenne). Sie gehört zum Arrondissement Reims und zum Kanton Fismes-Montagne de Reims (bis 2015).

## Geographie
Saint-Euphraise-et-Clairizet liegt etwa 20 Kilometer westsüdwestlich von Reims.
Nachbargemeinden von Saint-Euphraise-et-Clairizet sind Méry-Prémecy im Norden und Nordwesten, Coulommes-la-Montagne im Nordosten, Pargny-lès-Reims im Osten, Bouilly im Süden, Bligny im Südwesten sowie Aubilly im Westen.

## Bevölkerungsentwicklung
| Jahr                       | 1962 | 1968 | 1975 | 1982 | 1990 | 1999 | 2006 | 2018 |
| Einwohner                  | 136  | 154  | 156  | 163  | 189  | 183  | 197  | 235  |
| Quellen: Cassini und INSEE |      |      |      |      |      |      |      |      |

## Sehenswürdigkeiten

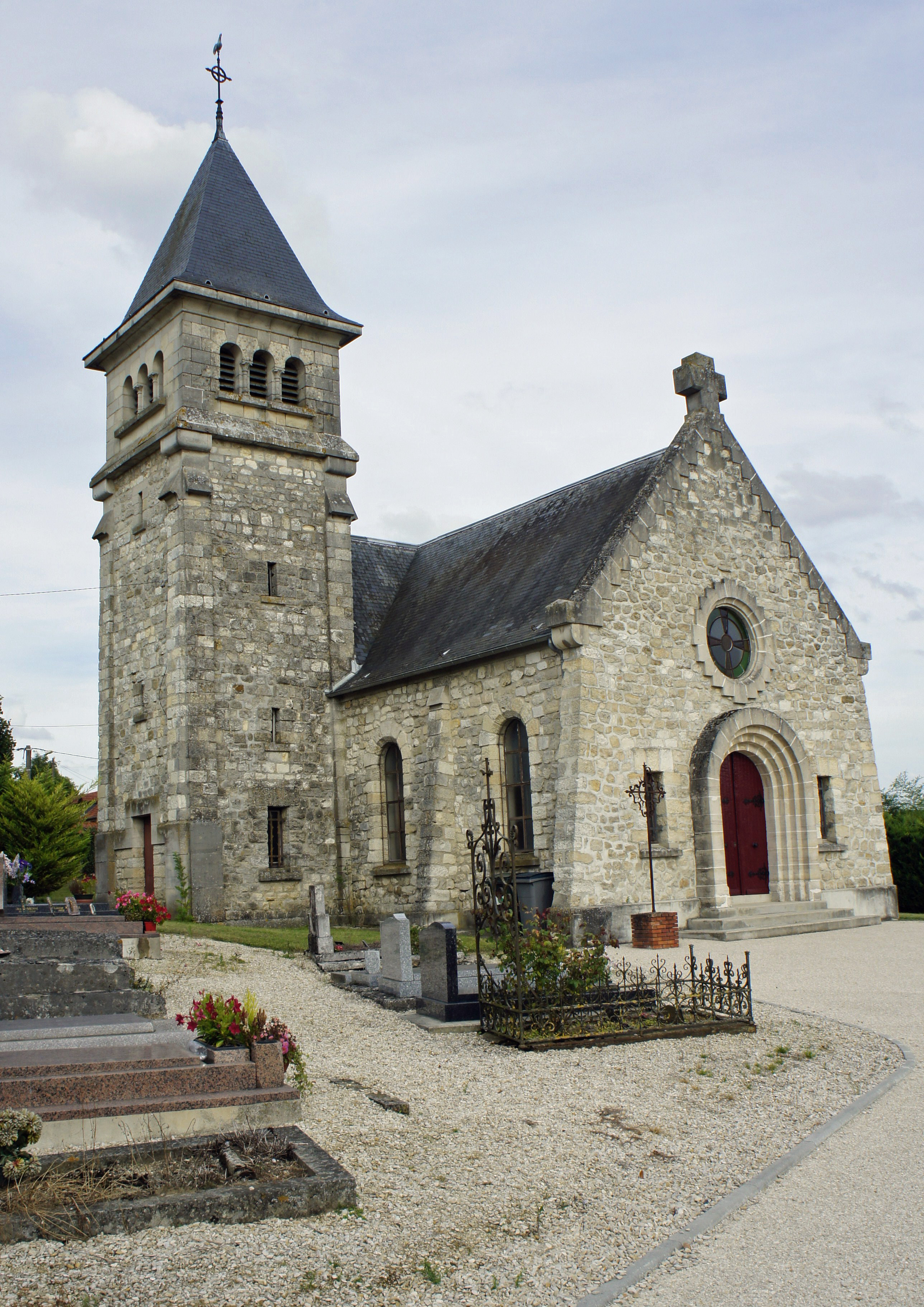
Kirche Saint-Sylvestre

- Kirche Saint-Sylvestre